# Amata latreillii
Amata latreillii är en fjärilsart som beskrevs av Jean Baptiste Boisduval 1829. Amata latreillii ingår i släktet Amata och familjen björnspinnare. Inga underarter finns listade i Catalogue of Life.